# Processus monotherme
En thermodynamique, un processus monotherme (ou transformation monotherme) est un processus qui s'effectue dans un système à température extérieure {\displaystyle t_{e}~} constante. La température du système peut varier, voire ne pas être définie si le système n'est pas à l'équilibre thermique (par exemple : transformation non quasi-statique), mais le système dans son état d'équilibre final {\displaystyle t_{f}~} revient à la température extérieure {\displaystyle t_{e}~}, qui est celle de l'état initial {\displaystyle t_{i}~}  :
{\displaystyle t_{f}=t_{i}=t_{e}~}.
Il faut distinguer une transformation monotherme d'une transformation isotherme au cours de laquelle la température du système est définie et reste constante. La différence entre monotherme et isotherme est à rapprocher de celle existant entre monobare et isobare.